# ソシエダ・アノニマ・デポルティーバ
ソシエダ・アノニマ・デポルティーバ（スペイン語: Sociedad anónima deportiva、英語: Public limited sports company、略称：S.A.D.）は、スペインにおける特殊な株式会社の一形態。和訳すると「スポーツ株式会社」を意味する。

## 概要
この新たな法的地位は、スポーツクラブの財務管理と透明性を改善するために1990年に導入された。多くのスペインのサッカーならびにバスケットボールクラブが公式名称の末尾にS.A.D.を加えている（例: Club Atlético de Madrid, S.A.D.）。
セグンダ・ディビシオンあるいはリーガACBでプレーする全てのクラブおよびリーグの残りのクラブはS.A.D.へと移行する義務がある。
歴史的な理由により、アスレティック・クラブ、FCバルセロナ、レアル・マドリード、CAオサスナは、非営利スポーツ協会としての地位を維持することが許されていた。
なお、類似の法人格としてポルトガルにソシエダーデ・アノニマ・デスポルティーヴァ（ポルトガル語: Sociedade Anónima Desportiva、略称：SAD）、ブラジルにソシエダージ・アノニマ・ド・フチボウ（ポルトガル語: Sociedade Anônima do Futebol、略称：SAF）、フランスにソシエテ・アノニム・スポルティヴ・プロフェッショネル（フランス語: Société anonyme sportive professionnelle、略称：SASP）がある。